# 高橋芳文
高橋 芳文（たかはし よしふみ, 1968年5月2日- ）は、日本の実業家,経営コンサルタント。

## 概要
東京都新宿区出身。法政大学大学院政策創造研究科修士課程修了。興和サイン株式会社代表取締役社長。広告景観研究所有限会社所長。NPO法人ストリートデザイン研究機構二代目理事長。看板の専門家として執筆活動やメディア出演も行っている。

## 主な著書
- 「魅せる看板 儲かる看板」中経出版(2007/03) ISBN 978-4806124955
- 儲かるお店の「すごい!」見せ方」PHP研究所 (2009/3/19) ISBN 978-4569706528

## メディア出演
- マツコの知らない世界「巨大看板の世界」（2017年8月29日）